# Gun (videogioco)
Gun è un videogioco d'azione e d'avventura a tema western del 2005, sviluppato da Neversoft e pubblicato da Activision per PlayStation 2, Xbox, GameCube, Microsoft Windows e Xbox 360 come titolo di lancio. Una versione per PlayStation Portable è stata pubblicata l'anno seguente col titolo di Gun: Showdown. Questa nuova versione include nuove missioni secondarie, una modalità multigiocatore e altre novità non presenti nelle versioni per console.

## Trama
La storia inizia con una scena intitolata "Seconda spedizione di Coronado": nel 1542 un piccolo gruppo di soldati spagnoli vengono massacrati da dei guerrieri Wichita durante una tempesta di sabbia. L'ultimo a morire è un vecchio prete che impugna una croce d'oro
300 anni dopo, nel 1880, il protagonista è Colton White, detto Cole, che caccia insieme al padre Ned nelle terre del Montana, rifornendo di cibo i battelli che attraversano il fiume Missouri.
Ned e Cole sono a bordo del battello chiamato Morning Star, dove Ned incontra una donna di nome Sadie, che gli mostra qualcosa all'interno della cassaforte della nave. Quando Ned ritorna, un uomo vestito da predicatore, il reverendo Josiah Reed, si presenta.
Sospettoso di Reed, Cole lo segue. Reed minaccia Sadie, ordinandogli di mostrargli dove si trova "l'oggetto". Quando ella prova a fuggire, Reed la uccide lanciandole un tomahawk nella nuca e fa segno ad un gruppo di imboscati, che aprono il fuoco su passeggeri a bordo dell'imbarcazione. Ned e Cole riescono a tenerli a bada, fino a che le caldaie diventano instabili e stanno per esplodere, facendo così saltare in aria tutto il battello. Velocemente, Ned dà a Colton un gettone dell'Alhambra, un bordello di Dodge City, nel Kansas, dicendogli di chiedere di Jenny. Quando Colton si rifiuta di lasciare solo il padre, Ned gli rivela di avergli mentito per tutta la vita e di non essere il suo vero padre, poi lo spinge fuori bordo. La nave esplode uccidendo chiunque a bordo.
Reed fa rapporto al suo mandante, il magnate delle ferrovie Thomas Magruder, che è mancante di un occhio, nel suo vagone ferroviario. Reed dice che l'"oggetto" è ancora dentro la cassaforte affondata insieme alla nave. Per punizione, Magruder gli fa tagliare un orecchio.
Tre giorni dopo, Colton si sveglia sulla riva di un fiume, dove trova un bandito chiamato Tom l'Onesto che tenta di prendere la sua sacca. Colton chiede a Tom di vendergli il suo cavallo, e Tom gli propone una gara a cavallo. Colton vince onestamente, ma Tom chiama due suoi scagnozzi per aiutarlo ad uccidere Colton. Dopo averli uccisi ed essersi preso i cavalli, Colton parte per Dodge City.
Al saloon dell'Alhambra, Colton incontra Jenny, una donna amica di Sadie. Una disputa con un uomo al saloon causa il rapimento di Jenny da parte della Gang della Mano Rossa, ma Colton riesce a salvarla, uccidendo i leader della gang.
Notando la sua abilità con la pistola, lo sceriffo locale Pat Denton recluta Colton per proteggere gli operai cinesi sul ponte lì vicino da una banda di Apache rinnegati. Cole uccide il leader della banda, Killer Veloce, e quindi accompagna Jenny ad Empire City, nel Nuovo Messico. Dopo il loro arrivo, incontrano il sindaco Hoodoo Brown, che gli dice di avere informazioni che possono aiutarli a trovare Reed. Brown assume Colton come aiutante e presentandogli altri due suoi aiutanti, Dave Rudabaugh e John Joshua Webb per aiutarlo a catturare dei rivoluzionari locali.
Dopo un raid fallito al saloon di Empire, dove il ribelle ricercato Jose Chavez y Chavez riesce a fuggire, Colton lo insegue insieme a Rudabaugh e Webb fino ad un ranch, dove trovano una coppia disarmata all'interno di una stalla. Con orrore di Colton, essi uccidono la coppia e posizionano delle armi nelle loro mani, per incastrarli nelle attività criminali dei fuorilegge. Gli rivelano che quelli sono gli ordini di Hoodoo, e tentano di uccidere Colton. Colton riesce a uccidere entrambi e a tornare rapidamente a Empire, dove mentre si sta confrontando con Brown, sente Jenny gridare, e corre rapidamente sulle scale giusto in tempo per vedere Reed tagliarle la gola. Prima che Cole possa attaccare Reed, Brown lo colpisce da dietro facendogli perdere i sensi.
Quando Cole si sveglia, incontra Magruder, che gli rivela che ha conosciuto Ned. Magruder ordina che Cole venga impiccato al mattino per l'omicidio di Jenny.
In galera, Cole incontra Port, un membro della resistenza che combatteva contro il regime corrotto di Brown, e "Viscido" Jennings, un esperto scassinatore ed insieme riescono a evadere di prigione. Viscido però prende una via diversa da Cole e Port, quest'ultimo porta Cole alla base della resistenza tra le montagne. Qui Cole incontra il capo della resistenza, Clay Allison, e accetta di aiutarli a sconfiggere Hoodoo e Magruder. Dopo aver effettuato un'imboscata ad uno dei treni di Magruder, il gruppo ruba una mitragliatrice Gatling e libera degli Apache che Magruder intendeva usare come schiavi, incontrando anche il capo degli Apache, Molte Ferite, venuto a salvare i suoi uomini. Durante i festeggiamenti, Allison rivela che anch'egli conosceva Ned, e racconta a Colton una parte della sua vita:
Durante la guerra, Clay e Ned erano entrambi soldati nell'esercito confederato, e Magruder era il loro ufficiale comandante. Magruder era riuscito a convincere i gerarchi confederati di riuscire a ribaltare le sorti della guerra trovando Quivira, un'antica città d'oro. Ned, che faceva da guida, portò Magruder e i suoi in un piccolo villaggio Apache, cercando una croce d'oro che li avrebbe portati alla città. Un dottore finge di non sapere ciò che Magruder sta cercando, ma Magruder ordina a Clay di cercare nella casa. Un altro Apache, intanto, affronta Magruder, dicendogli che un giorno troverà quello che sta cercando e che quel giorno sarà il suo ultimo, Magruder in risposta gli spara a sangue freddo. Orripilato, Ned comincia a protestare, ma Magruder sparà anche a lui. Il dottore lo maledice dicendo che quel tesoro sarà la sua maledizione e Magruder, in un eccesso d'ira lo decapita con la sua sciabola. Clay intanto viene fuori dalla casa con la croce e la lancia al suo comandante, ma la moglie Apache del dottore spara con un fucile all'occhio di Magruder e rompe la croce in due pezzi. In risposta, gli uomini di Magruder aprono il fuoco sulla popolazione del villaggio.
Dopo che Clay finisce di raccontare la storia, un gruppo degli uomini di Brown attacca la base. La resistenza riesce a respingere l'assalto e anche a catturare un cannone, ma Clay viene catturato dagi uomini di Hoodoo e portato a Empire. I ribelli allora pianificano un contrattacco per liberare Clay.
Dopo una lunga sparatoria, Cole libera Clay dalla tortura a cui era stato sottoposto, raggiunge Hoodoo e lo interroga. Hoodoo rivela che Sadie rubò qualcosa da Magruder e lo portò con sé sul vaporetto. Hoodoo giura di non sapere cosa fosse, ma dice che Colton non lo troverà mai, visto che la nave è affondata. Colton ridà una delle pistole a Hoodoo e lo affronta in un duello che finisce con Colton che colpisce fatalmente Hoodoo lanciandolo fuori dalla finestra e facendole precipitare nella strada sottostante. Le forze di Clay riescono così a prendere tutta Empire City, mentre il cadavere di Hoodoo viene lasciato a marcire nella piazza.
Sapendo che durante l'inverno le acque del fiume calano, Colton crede di poter ritrovare la cassaforte, e parte per Dodge City per chiedere l'aiuto di Viscido. Quando arriva, Viscido sta per essere linciato da una banda per aver barato a carte. Con l'aiuto dello sceriffo Denton, Cole libera Viscido e i due partono per raggiungere il punto dove e affondatata la nave, ma vengono presi dai rinnegati che hanno assaltato il Morning Star.
I due vengono catturati e presentati al loro leader, lo psicopatico sergente Hollister. Cole e Viscido grazie all'aiuto di alcuni Indiani riescono a scappare dal forte e ritornarvi in forze con molti guerrieri Piedi Neri. Grazie al loro aiuto, i Piedi Neri, riescono a prendere uno ad uno tutti i cannoni, conquistando il forte, ma Hollister riesce a scappare. Viscido, Cole e il capo dei Piedi Neri, raggiungono il punto dove si trova il vaporetto e vengono affrontati da Hollister, che ferisce il capo tribù. Colton e Hollister duellano sulla spiaggia e Cole sembra avere la meglio. Prossimo alla morte, Hollister decide di suicidarsi insieme a Cole, riempiendosi i vestiti di candellotti di dinamite, ma salta in aria prima di riuscire ad essere abbastanza vicino a Cole per ucciderlo. Cole recupera così il fucile Ferguson di Ned che Hollister aveva rubato e, dopo aver salutato il capo dei Piedi Neri, lui e Viscido partono per il relitto della nave.
Viscido riesce ad aprire la cassaforte, ed essi trovano metà della croce, ma vengono raggiunti da Reed che monta un cavallo pesantemente corazzato, che li ringrazia di aver recuperato la croce e gli ordina di consegnargliela. Quasi instantenamente, Cole lancia la croce dentro la cassaforte, e la chiude, quindi affronta Reed e riesce a sconfiggerlo. Reed prega per la sua vita, urlando che se lo uccide la sua anima sarà dannata come la sua. Cole lo ignora e gli infila in bocca il fucile di Ned, dicendo "Questo è per Jenny" e premendo il grilletto.
Sapendo che Capo Molte Ferite ha l'altra metà della croce, Viscido e Cole partono alla volta del campo Apache, solo per trovare dei corpi orrendamente mutilati messi per avvertire del territorio degli Apache. Qui vengono catturati e condotti da Molte Ferite.
Il Capo Apache finisce la storia che Clay aveva iniziato: Colton è il figlio del Dr. Campell, il dottore, e della sua moglie Apache, che aveva dato il suo bambino al giovane Molte Ferite per salvarlo dal massacro durante l'attacco al villaggio. Dopo l'attacco, Molte Ferite trova il corpo di suo padre e giura vendetta. Quindi compare Ned, ferito da Magruder e inizia a chiedere perdono. Magruder, Clay ed il resto del battaglione credevano che Ned fosse morto per le ferite riportate, ma egli era miracolosamente riuscito a sopravvivere; per ripagare il debito che aveva con lui, Molte Ferite gli dà il bambino rimasto ormai orfano.
Cole, Viscido, Molte Ferite, e alcuni Apache si recano in cima ad una collina, dove la croce viene messa in un altare per rivelare la locazione di Quivira. Cole osserva le operazioni di scavo, che significano che Magruder è nell'area, e sembra che abbia capito il posto esatto, ma sbaglia direzione scavando in basso, sotto la montagna, mentre la città d'oro si trova dentro la montagna, esattamente sopra. La guardia del corpo di Magruder, Dutchie, vede il riflesso della croce, e attacca insieme ai suoi uomini.
Viscido cade giù dal bordo della collina e viene catturato. Cole combatte contro le truppe scelte di Magruder nel scendere a valle, trovando Viscido alla base della collina, che gli confessa che ha rivelato a Magruder dove trovare Quivira (dopo che Magruder gli ha fatto tagliare tre dita). Cole lascia Viscido indietro, dicendo di dire a Clay Allison e Molte Ferite di incontrarlo alla miniera.
Colton ferma il treno di Magruder e uccide Dutchie. Clay e altre membri della resistenza salgono a bordo del treno e lo usano come ariete per sfondare le porte dell'ingresso della miniera di Magruder. Insieme, i ribelli e Cole riescono a farsi strada attraverso la miniera.
A causa degli scavi di Magruder, la miniera è diventata instabile e rischia di crollare. Cole dice a Clay di tornare indietro lasciando andare lui da solo. Cole trova Magruder nel mezzo di Quivira, incantato da tutta quella ricchezza. Dopo un duro combattimento, Magruder lancia a Cole della dinamite, Cole riesce a farla esplodere a mezz'aria, la detonazione fa incominciare a collassare la caverna, un grosso pezzo di pietra incastra la gamba di Magruder. Cole non dà il colpo di grazia a Magruder, ma decide di lasciarlo lì, bloccato all'interno della miniera crollante, scappando dalla miniera. Cole scappa con l'aiuto di Molte Ferite, mentre un grosso blocco di roccia precipita su Magruder, uccidendolo.
Dall'esterno, Molte Ferite e Cole osservano Quivira collassare all'interno della montagna, le parole conclusive le dice Cole a Molte Ferite, "Ora i nostri padri possono riposare in pace."

## Modalità di gioco
Il gioco si svolge nelle più varie ambientazioni del West. Lo svolgimento somiglia alla serie Grand Theft Auto prodotta dalla Rockstar per via della libertà d'azione. Il giocatore potrà infatti svolgere anche una discreta quantità di missioni secondarie che comprendono le missioni da mandriano, cacciatore, vicesceriffo, cercatore d'oro, sceriffo federale, cacciatore di taglie e giocatore d'azzardo.
Le missioni secondarie sono necessarie per l'acquisto dei miglioramenti che permettono al giocatore di battere nemici sempre più forti. Le armi disponibili spaziano dalle pistole e fucili fino agli archi indiani, la dinamite e la Gatling. Il giocatore può anche andare a cavallo.
La maggior parte delle missioni sono tipiche di uno sparatutto in terza persona, ma ve ne sono alcune in cui la componente stealth assume particolare rilevanza e in cui evitare dunque lo scontro diretto è molto importante.

## Alleati

### Ned White
Padre adottivo di Colton, che lo ha allevato come un figlio dopo la distruzione del villaggio di suo padre da parte degli uomini di Magruder. Al tempo della Guerra di secessione americana era una guida, e in seguito si è guadagnato da vivere cacciando nei territori del Missouri insieme al figlio adottivo Colton. Muore durante l'esplosione del vaporetto Morning Star all'inizio della storia, dando indicazioni a Colton di recarsi all' Alhambra.

### Jenny
È una prostituta e tenutaria del bordello Alhambra, di Dodge City, in Kansas. Ha conosciuto Ned anni prima del suo incontro con Cole. Durante il viaggio in diligenza verso Empire City si dimostra molto abile nell'uso della doppietta. Colton la incontra poco dopo il suo arrivo a Dodge City. Viene uccisa da Josiah Reed a Empire.

### Patrick Denton
Pat è lo sceriffo di Dodge City. Conosce Colton dopo la sparatoria con la Banda della Mano Rossa all'Alhambra. Assume Cole per difendere gli operai cinesi durante la costruzione del ponte per Empire City. Dopodiché, affiderà a Colton vari incarichi da Vicesceriffo e lo aiuterà a impedire che Viscido venga linciato. Il suo personaggio è stato ispirato dal famoso sceriffo Pat Garrett.

### Clay Allison
Capo della resistenza che combatte contro il regime corrotto di Hoodoo Brown a Empire City. Molti anni prima era un soldato Confederato agli ordini del Maggiore Magruder. Viene catturato e torturato dagli uomini di Brown durante un attacco alla sua base, ma viene poi liberato da Colton e dalla Resistenza. Nella missione finale aiuta Cole, insieme agli Apache, a dare l'assalto alla miniera di Magruder insieme ai suoi uomini.

### Molte Ferite
Capo degli Apache nella zona tra Empire e Dodge. È stato lui, molti anni prima, a salvare Cole dal massacro del suo villaggio e a consegnarlo a Ned. Aiuta Colton ad assaltare la miniera di Magruder insieme alla Resistenza nella missione finale.

### "Viscido" Jennings
È un esperto scassinatore e un baro. Port lo definisce "uno che ha studiato". Colton lo conosce nella prigione di Empire City. Insieme scappano di prigione e Viscido si dirige verso Dodge City. Viene salvato dal linciaggio, per aver barato a carte, da Cole e da Pat Denton e così accompagna Colton nel suo viaggio. Nella missione finale gli vengono tagliate tre dita da Magruder al fine di fargli rivelare la vera ubicazione di Quivira.

### Lotta all'Alba
Capo indiano dei Piedi neri dei territori settentrionali. Aiuta Colton a dare l'assalto al forte del Sergente Hollister, prendendone possesso e vendicandosi dei torti inflitti ai suoi indiani da parte degli uomini di Hollister. Accompagna poi Cole, insieme a Viscido, in canoa per inseguire Hollister, sfuggito alla cattura. Lotta all'Alba viene però ferito da un candelotto di dinamite lanciato dallo psicopatico Sergente, ringraziando poi Colton dopo che lui ha ucciso Hollister.

## Nemici

### Thomas Magruder
Ex-maggiore dell'esercito Confederato. È convinto dell'esistenza della città d'oro di Quivira. È stato lui, nel 1864, a ordinare la distruzione del villaggio di Colton, durante la quale Magruder ha perso l'occhio sinistro per mano della madre indiana di Cole. In seguito si è trasferito nei territori del Nuovo Messico, diventando un magnate ferroviario e minerario. Viene sconfitto da Colton nella missione finale, a Quivira. Tuttavia non viene ucciso da lui, in quanto Cole lo lascia bloccato con una gamba incastrata sotto una grande roccia. Viene invece ucciso da una grossa pietra che gli cade sulla testa durante il crollo della miniera.

### Sergente Hollister
Ex Sergente psicopatico dell'esercito nordista (come si intuisce dai suoi abiti). Durante la guerra adottava metodi così brutali che incuteva timore sia nei nemici che nei suoi uomini. È a capo di un gruppo di ex soldati rinnegati che hanno come rifugio un forte in rovina nei territori settentrionali in cui Hollister non disdegna di utilizzare metodi brutali e crudeli sui prigionieri. Dopo che i Piedi Neri, insieme a Colton, conquistano il suo forte, scappa in barca, ma viene inseguito da Cole, Viscido e dal capo Piedi Neri Lotta all'Alba. Viene poi affrontato e ferito mortalmente da Colton. Hollister cerca però di uccidere anche Cole insieme a lui riempiendosi di candelotti di dinamite, ma non riesce a raggiungerlo in tempo e così esplode da solo.

### Hoodoo Brown
Sindaco, giudice di pace e medico legale corrotto di Empire City. Comanda sulla città in modo spregiudicato e dittatoriale, servendosi della sua polizia per eliminare eventuali ribelli. I suoi attendenti all'inizio sono Dave Rudabaugh e John Joshua Webb, ma vengono uccisi da Cole dopo che egli avrà capito la vera natura di Hoodoo. I suoi uomini catturano così il capo della resistenza Clay Allison, ma Cole lo libera durante l'assalto della Resistenza a Empire. Dopodiché Brown viene ucciso da Colton nel suo ufficio.

### Josiah Reed
È un falso reverendo agli ordini di Magruder. Sul battello Morning Star uccide la prostituta Sadie con un tomahawk e a Empire City taglia la gola di Jenny davanti agli occhi esterrefatti di Colton. Viene ucciso da Cole vicino al relitto del Morning Star, con una fucilata in bocca, prima della quale Cole pronuncia la frase "Questo è per Jenny".

### Dutchie
È la guardia del corpo personale di Magruder. Compare durante quasi tutti i video in cui appare Magruder, non parlando mai. Nella missione finale viene ucciso insieme ai suoi uomini da Cole, nonostante lui manovri un cannone.

## Armi

### Pistole
- Colt Pacificatore
- Colt della Marina 1851
- Schofield
- Volcanic 10
- Doppie colt 45

### Fucili
- Winchester 1887
- Fucile Ferguson

### Doppiette
- Colt doppia canna
- Winchester 1887
- Mitraglia nock
- Cannone nock

### Fucili di precisione
- Sharps 1874
- Remington

### Da mischia
- Coltello Bowie
- Tomahawk
- Spada da cavalleria

### Lancio
- Molotov
- Dinamite

### Archi
- Arco Apache
- Arco di fuoco dei Piedi Neri
- Arco dinamite